# Аналогова телефонна мрежа
Аналоговата телефонна мрежа (на английски: Plain Old Telephone Service, POTS) е телефонна мрежа, при която звукът се предава чрез аналогов сигнал. Първите мрежи след създаването на телефона са аналогови и в продължение на почти един век са единственият вид. Постепенно са заменени от полуцифровите телефонни мрежи, цифровите телефонни мрежи и цифровите мрежи с интегрирани услуги, но в слабо развитите и неразвитите райони продължават да съществуват и в началото на XXI век.
В България аналоговите мрежи са единственият вид мрежа до средата на 90-те години на XX век, когато монополистът БТК започва постепенна цифровизация на мрежата си.

## История
В първите десетилетия след създаването на телефона връзката се установява през оператор (телефонистка). В началото на XX век се появяват автоматични телефонни централи. Връзката в рамките на централата се установява автоматично, а за междуселищни и международни разговори продължава да се избира чрез оператор.

## Услуги
Аналоговите телефони позволяват следните услуги:
- двупосочен разговор
- оператор
- номерационни планове